# Heinrich van Eyken
Heinrich Robert van Eyken (auch Eijken; * 19. Juli 1861 in Elberfeld; † 28. August 1908 in Berlin) war ein deutscher Komponist und Musikpädagoge.

## Leben und Wirken
Heinrich van Eyken entstammte einer Organistenfamilie. Sein Großvater Gerrit und sein Onkel Gerhard Isaak waren Organisten, sein Vater Jan Albert, der mit Robert Schumann befreundet war, war Organist und Komponist. Van Eyken begann ein Kompositionsstudium am Leipziger Konservatorium. Er nahm dann Kompositionsunterricht bei Heinrich von Herzogenberg, zunächst privat, dann bis 1887 an der Musikhochschule Berlin. Danach unterrichtete er Musiktheorie und Komposition u. a. an der Berliner Musikhochschule.
Als Komponist wurde van Eyken durch seine von Richard Wagner, Hugo Wolf und Richard Strauss beeinflussten Lieder bekannt. Beachtung fand auch seine Bearbeitung der Chorordnung für die Sonn- und Feiertage des evangelischen Kirchenjahres des Rochus von Liliencron, die in vier Bänden von 1902 bis 1906 und in einer Neuauflage ab 1928 erschien.